# Konstantin Lifschitz
Konstantin Yakovlevich Lifschitz (en russe : Константин Яковлевич Лифшиц ; né à Kharkov, le 10 décembre 1976) est un pianiste russe.

## Biographie

### Formation
À l'âge de cinq ans, Lifschitz est admis à l'École de musique Gnessine de Moscou. Sa plus importante enseignante étant Tatiana Zelikman. À treize ans, il donne son premier récital à la Maison des syndicats de Moscou, accueilli avec enthousiasme. Lors de l'examen final en 1994, il interprète les Variations Goldberg de Jean-Sébastien Bach, Gaspard de la nuit de Maurice Ravel et des œuvres d'Alexandre Scriabine. Il a également eu pour autres professeurs, Teodor Gutman, Vladimir Tropp, Karl-Ulrich Schnabel, Fou Ts'ong, Alfred Brendel, Leon Fleischer, Rosalyn Tureck, Hamish Milne et Charles Rosen. Lifschitz n'a participé à aucun concours de piano.

### Carrière
Après la perestroïka, il commence à donner des concerts dans les grandes villes européennes. Parmi les formations avec qui il a joué notons, les I Solisti Veneti, l'Orchestre Symphonique de la Radio MDR de Leipzig, l'Academy of St Martin in the Fields, la Staatsphilharmonie Rheinland-Pfalz, le Konzerthausorchester Berlin, l'Orchestre du Mozarteum de Salzbourg, l'Orchestre symphonique du Minnesota, l'Orchestre symphonique de Berne, l'Orchestre symphonique de Londres, l'Orchestre symphonique de Chicago, l'Orchestre philharmonique de New York, l'Orchestre philharmonique de Saint-Pétersbourg. Avec les chefs d'orchestre suivants : Andrey Boreyko, Bernard Haitink, Eliahu Inbal, Marek Janowski, Michail Jurowski, Eri Klas, Fabio Luisi, Neville Marriner, Claudio Scimone, Yuri Temirkanov, Dietrich Fischer-Dieskau, Mstislav Rostropovitch.
Konstantin Lifschitz donne des classes de maître dans le monde entier. Depuis 2008, il a sa propre classe à la Haute École de Lucerne. Il vit près de Lucerne.
Il réalise ou produit en musique de chambre avec le quatuor à cordes et des solistes Gidon Kremer, Dmitry Sitkovetsky, Patricia Kopatchinskaja, Leila Josefowicz, Mischa Maisky, Lynn Harrell, Carolin Widmann, Bella Davidovitch, Valeri Afanassiev, Natalia Gutman, Jörg Widmann, Sol Gabetta, Alexei Volodin (en), Daishin Kashimoto, Maxim Vengerov, Mstislav Rostropovitch et Eugène Ugorski (* 1989).
Lifschitz dirige des orchestres et le Gabrieli Chœur : 
- St. Christopher Chamber Orchestra Vilnius
- Philharmonic Chamber Orchestra Wernigerode
- Chamber Orchestra Arpeggione Hohenems
- Dalarna Sinfonietta Falun
- Lux Aeterna Budapest
- I Solisti di Napoli
- Neujahrskonzert Langnau in Emmental
- Stuttgart Chamber Orchestra
- Copenhagen Philharmonic
- Les Virtuoses de Moscou
- Century Orchestra Osaka

### Festivals
Lifschitz a participé a de nombreux festivals, notamment :
- Festival de musique de Rheingau (de)
- Miami International Piano Festival[4]
- Festival de Lucerne
- Festival de musique du Schleswig-Holstein
- Festival du lac de Constance (de)
- Festival des nuits blanches, Saint-Pétersbourg
- George Enescu Festival, Bucarest
- Festival de musique de Newport (en)
- Journées musicales estivales d'Hitzacker (de)
- Tivoli Festival Copenhague
- Les Nuits pianistiques, Aix-en-Provence
- SoNoRo International Chamber Music Festival, Bucarest[5].

## Prix et récompenses
- Prix de la musique Echo « Meilleur nouvel arrivant international » (1995), pour son premier enregistrement
- Grammy Award, nomination (1996) pour l'enregistrement des Variations Goldberg
- Associé, puis plus tard, membre de la Royal Academy of Music (2003)
- Prix Rowenna du Reed Kostellow Fund (New York, 2006)
- Ordre de Saint-Serge de Radonège (Moscou, 2007)

## Œuvres dédicacées
- James Bolle, Concerto pour piano[6]
- Vladimir Ryabov, 4 Études chromatiques[7]
- Jakov Jacoulov, Carrousel[8]
- Boris Yoffe, Humble Muse
- Rahel Senn, Chant de Mongolie[9]
- Denis Burstein, Variations[10]
- Inna Zhvanetskaya, Dance-Suite (Partita)
- Nimrod Borenstein, Melancholic Mobile (No. 3 from Reminiscences of Childhood)
- Colette Mourey, Eaux-Fortes, no 6 : Une promenade (spirituelle) à Rome.

## Discographie
Lifschitz a enregistré notamment pour les labels Denon, Palexa et Orfeo.
- Bach, L'Offrande musicale ; Frescobaldi (2005, Orfeo)
- Bach, Variations Goldberg (1996, Denon)
- Bach, Variations Goldberg (2015, Orfeo)
- Beethoven, Bagatelles (2006, Palexa)
- Chopin, Préludes op. 28 ; Webern, Variations op. 27 ; Schönberg, 6 petites pièces op. 19 ; Messiaen, 3 Préludes (2002, Denon)
- Schumann, Variations Abegg ; Chopin, Études op. 10, 3 Mazurkas op. 59, Impromptu no 3 (1999, Denon)
- Schubert, Impromptus ; Messiaen (2001, Palexa)
- Schubert, Sonates pour piano nos 20 et 21 (2002, Wakabayashi Kobo)
- Scriabine, Sonate no 5, Morceaux op. 52, Pièces op. 59 ; Rachmaninoff, Préludes op. 32  (1997, Denon)

### Musique de chambre
- Beethoven, Sonates pour violon nos 1 à 10 - Daishin Kashimoto, violon (2014, Emi)[11]
- Mozart, Sonates pour violon, K296, 301-306, 376-380, 403, 454, 481, 526 et 547 - Dmitri Sitkovetsky, violon (2010, Hänsslser)
- Rachmaninov, Œuvres pour violon et piano [trans. Mikhailovsky et Heifetz] - Hideko Udagawa, violon (2006, Signum Classics)
- Beethoven, intégrale des sonates pour piano et violon avec Dashin Kashimoto Warner 2014.

### Récitals
- Debut Recital : Beethoven, Chopin, Schumann (1990, Denon)
- Debut Recording : Bach, Schumann, Scriabine, Medtner (1990, Denon)
- Live in Milano : Mozart, Chopin, Ravel (1993, Denon)
- London Debut Recital : Couperin, Brahms, Rachmaninoff (1995, Denon)
- Live in Tokyo : (1996, Sacrambow)
- Lifschitz live in Montréal : Rameau, Haydn, Mozart, Schubert, Chopin, Scriabine (concert 1997, 2CD Palexa 0507/08)[12]
- Live in Tokyo: Bach and Chopin (1999, Denon)
- Bach, Beethoven, Byrd, Schumann (Concerto italien, Rondos, op. 51, Sonate pour piano no 15 « Pastorale », Carnaval) (1999, Palexa)